# Hemus (naturreservat)
Hemus är ett naturreservat i Mora kommun i Dalarnas län.
Området är naturskyddat sedan 2014 och är 268 hektar stort. Reservatet ligger omkring Hemulån och består av sandbarrskog där Mora skidstadion återfinns.